# Pomhaj Bóh

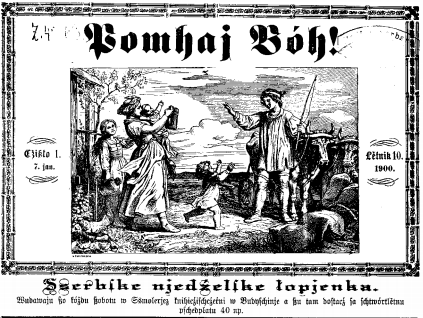
Titelbild der Ausgabe vom 7. Januar 1900

Pomhaj Bóh ist die Monatszeitschrift der evangelischen Sorben in der Oberlausitz. Sie erscheint in obersorbischer Sprache und ist nach dem sorbischen evangelischen Gruß „Pomhaj Bóh“ (zu Deutsch etwa „Gott hilf“) benannt. Pomhaj Bóh veröffentlicht hauptsächlich Beiträge zur Gegenwart und Geschichte der evangelischen Sorben in der Ober- und Niederlausitz. Neben aktueller Berichterstattung aus den zweisprachigen Gemeinden werden auch allgemeine religiöse, kulturelle und kulturgeschichtliche Themen behandelt. Redakteurin ist Trudla Malinkowa. Gemeinsame Herausgeber sind der Sorbische Kirchgemeindeverband und der Sorbische evangelische Verein e. V.

## Geschichte
Pomhaj Bóh wurde zu Ostern 1891 von Pfarrer Friedrich Selle (1860–1931) in Kreba als wöchentliches Sonntagsblatt für die sorbischen evangelischen Kirchgemeinden in der Oberlausitz gegründet. Es diente der religiösen Erbauung, Belehrung, Information und Unterhaltung. Zusammen mit anderen sorbischen Druckerzeugnissen wurde Pomhaj Bóh 1937 durch die Nationalsozialisten verboten. Ein Wiedererscheinen war seit Dezember 1950 als Monatsblatt möglich. Als Beilage von Pomhaj Bóh wurde von 1988 bis 1990 zweimal jährlich die neu gegründete niedersorbische Zeitschrift Pomogaj Bog herausgegeben. Diese erscheint seit 1991 als Bestandteil der niedersorbischen Wochenzeitung Nowy Casnik.

## Verantwortliche Redakteure
| 1891–1895 | Friedrich Selle, Pfarrer in Kreba                                                                                       |
| 1895–1916 | Johannes Goltzsch, Pfarrer in Kleinbautzen und Königswartha                                                             |
| 1916–1917 | Karl August Fiedler, Oberlehrer i. R. in Bautzen                                                                        |
| 1917      | Marko Schmaler, Verleger in Bautzen                                                                                     |
| 1917–1937 | Karl Würgatsch, Pfarrer in Nostitz                                                                                      |
| 1950–1955 | Theodor Dobrucky, ehemals Pfarrer in Kleinbautzen, Mitarbeiter des Sorbischen Kultur- und Volksbildungsamtes in Bautzen |
| 1955–1958 | Gustav Mürbe, Pfarrer in Hochkirch und sorbischer Superintendent                                                        |
| 1958–1979 | Gerhard Wirth, Pfarrer in Neschwitz und sorbischer Superintendent                                                       |
| 1979–1984 | Cyrill Pech, Pfarrer in Riesa                                                                                           |
| 1984–1999 | Siegfried Albert, Pfarrer in Bautzen und sorbischer Superintendent                                                      |
| seit 2000 | Trudla Malinkowa, Publizistin in Bautzen                                                                                |